# Новобакаєво (Іглінський район)
Новобака́єво (рос. Новобакаево, башк. Яңы Баҡай) — присілок у складі Іглінського району Башкортостану, Росія. Входить до складу Красновосходської сільської ради.
Населення — 38 осіб (2010; 46 в 2002).
Національний склад:
- башкири — 81 %